# 군뵤른 울프손
군뵤른 울프손(고대 노르드어: Gunnbjǫrn Ulfsson)은 10세기 노르드인 항해자다. 노르웨이 출신으로 아이슬란드에 정착했다. 그린란드를 목격한 최초의 유럽인으로 지목된다. 군비외른 산이 그의 이름을 딴 것이다.
군뵤른은 《식민의 서》에만 그 존재가 언급된다. 군뵤른의 아들들은 오늘날의 아이슬란드 베스트피르디르 지역에 살았다. 군뵤른은 노르웨이에서 아이슬란드로 건너가던 길에 풍랑을 만나 침로를 잃었다. 군뵤른과 선원들은 표류 중에 군뱌르나르스케르라는 암초군을 발견했다. 이 발견이 언제 이루어진 것인지는 정확한 기록이 없는데, 대개 876년에서 932년 사이로 비정된다.